# 200-ті до н. е.

## Події
- Сирія: правління царя Антіоха III Великого;
- Західне Середземномор'я: триває Друга Пунічна війна (218—201 до н. е.);
- Китай: Династія Хань · Династія Цінь;